# Temporada de ciclones no Índico Norte de 2019
A temporada de ciclones no oceano Índico norte de 2019 foi a mais ativa já registada em termos de tempestades ciclônicas, embora a temporada de 1992 tenha visto mais tempestades tropicais, de acordo com o Joint Typhoon Warning Center. A temporada apresentou 12 depressões, 11 depressões profundas, 8 tempestades ciclônicas, um recorde de 6 tempestades ciclônicas severas, um recorde de 6 tempestades ciclônicas muito severas, um recorde de 3 tempestades ciclônicas extremamente severas e 1 tempestade superciclônica, Kyarr, a primeira desde o ciclone Gonu em 2007 . Além disso, foi também a terceira temporada mais cara registada no Oceano Índico Norte, atrás apenas das temporadas de 2020 e 2008 .
A primeira tempestade nomeada da temporada, Pabuk, entrou na bacia a 4 de janeiro, convertendo na tempestade ciclónica de formação mais temporã no norte do Oceano Índico. O segundo ciclone da temporada, Fani, foi o ciclone tropical mais forte na Golfo de Bengala por uma velocidade de vento sustentada de três minutos desde o ciclone Odisha de 1999 (ainda que, mais recentemente, igual em força que Chapala da temporada de 2015), e desde Gonu em 2007 pela pressão barométrica mínima. O segundo ciclone tropical formado (terceiro ciclone em general) a 10 de junho, Vai pelas redondezas dos mares Árabícos. Outra atividade ocorreu em outubro, e na última parte desse mês, formou-se a primeira tempestade super ciclónica da década de 2010, Kyarr.
O enfoque deste artigo limita-se ao oceano Índico no hemisfério norte, do este do Corno da África ao oeste da península de Malaca. No oceano Índico norte existem dois mares: o mar Arábico ao oeste da Índia e a baía de Bengala ao leste; sim um ciclone tropical formasse-se, será denominado e abreviado ARB  e BOB pelo Departamento Meteorológico da Índia respectivamente.
O Centro Meteorológico Regional Especializado nesta bacia é o Departamento Meteorológico da Índia (IMD), enquanto o Centro Conjunto de Avisos de Tufão emite avisos não oficiais. Em média, de três a quatro tempestades ciclónicas formam-se na cada estação.

## Resumo da temporada

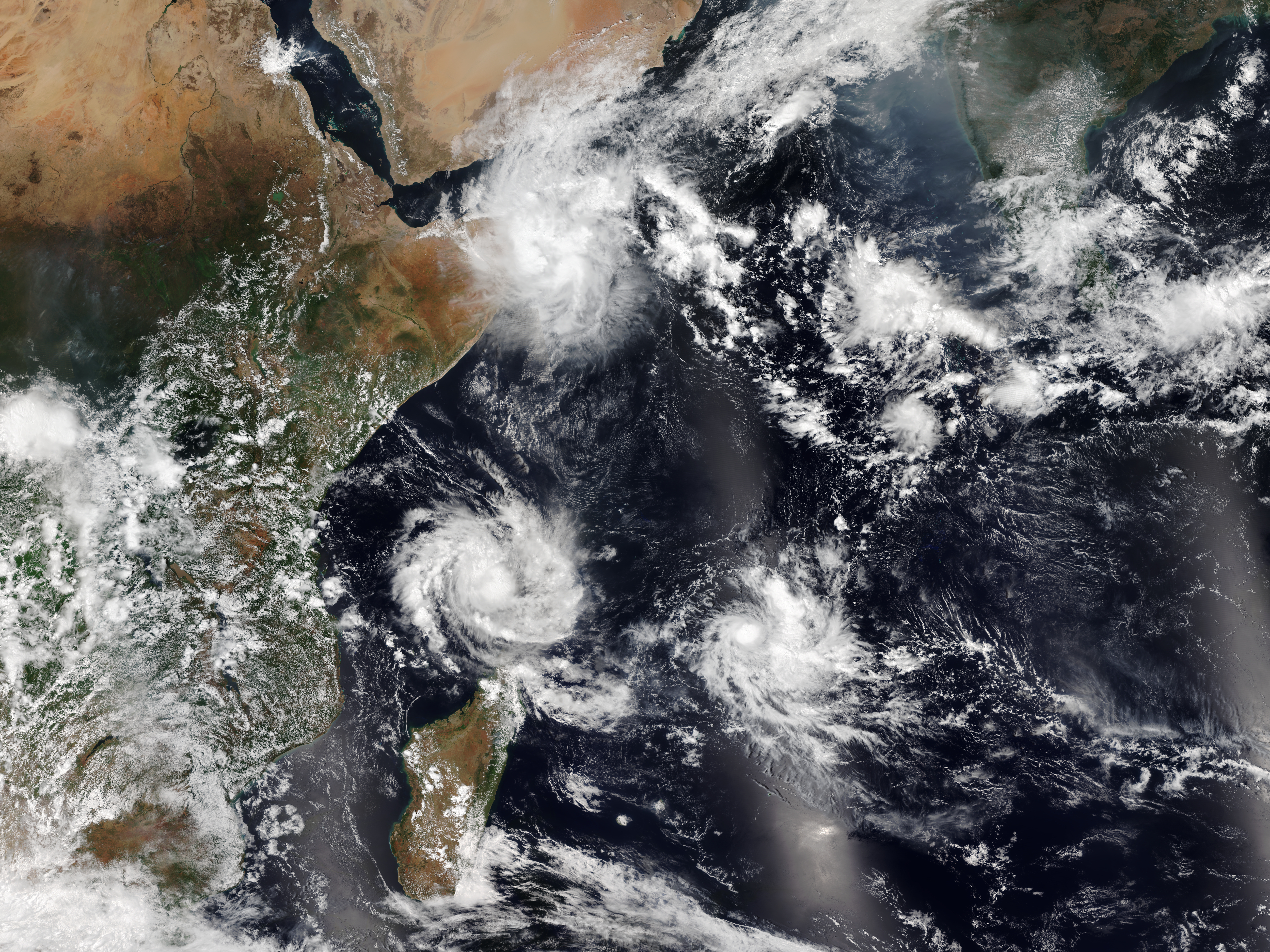
Ciclones Ambali, Belna e Pawan ativos no Oceano Índico Ocidental.

A temporada teve oito tempestades ciclônicas, seis tempestades ciclônicas muito severas e uma tempestade superciclônica, tornando-se excepcionalmente ativa. Em meio a um evento El Niño fraco, a primeira tempestade nomeada da temporada, Pabuk, entrou na bacia em 4 de janeiro, tornando-se a primeira tempestade ciclônica de formação do Norte do Oceano Índico já registada, empatando com a temporada de 2014 . A segunda tempestade ciclônica da temporada, Fani, se formou em 26 de abril. Fani se tornou uma tempestade ciclônica extremamente severa em 30 de abril, alcançando o equivalente à categoria 4 na escala Saffir-Simpson, e então atingiu a Índia matando 89 pessoas entre Orissa e Bangladesh ; Fani causou US $ 8,1 bilhões em danos.
No início de junho, um forte pulso da Oscilação Madden-Julian (MJO) levou ao desenvolvimento da terceira tempestade ciclônica, Vayu, que se formou em 10 de junho no Mar da Arábia perto das Maldivas . A tempestade posteriormente se intensificou em uma tempestade ciclônica muito severa em 12 de junho, após se mover para o noroeste em direção ao noroeste da Índia e Paquistão . Nenhum ciclone tropical se formou no mês de julho. A Depressão profunda BOB 03 formou-se em 7 de agosto antes de atingir o leste da Índia e Bangladesh . No final de setembro, a Depressão profunda ARB 02 se formou perto de Gujarat e se intensificou na quarta tempestade ciclônica da temporada, Hikaa. A tempestade ciclônica Kyarr foi formada em 24 de outubro e três dias depois se tornou a primeira tempestade super ciclônica desde o ciclone Gonu em 2007 . A sexta tempestade ciclônica e a quinta tempestade ciclônica recorde, o Ciclone Maha, se formaram em 30 de outubro após a dissipação de Kyarr em 1 de novembro. Logo depois, em 6 de novembro, os remanescentes da Tempestade Tropical Severa Matmo cruzaram o sudeste da Ásia por terra e novamente se consolidaram em uma depressão. Ele se intensificou rapidamente para um ciclone Bulbul muito severo. Mais três Depressões Profundas se formaram no Mar da Arábia em rápida sucessão no início do mês de dezembro, das quais uma se fortaleceu no oitavo ciclone da temporada, o Ciclone Pawan, que atingiu a Somália em 6 de dezembro.
A alta quantidade de atividade no Mar da Arábia foi relacionada ao mais forte Dipolo do Oceano Índico em 60 anos, em que as águas são mais quentes no Oceano Índico ocidental do que no leste.
Ciclones tropicais foram registados no Oceano Índico Norte desde 1891. A temporada de 2019 foi a primeira desde 1902 que experimentou o desenvolvimento de seis tempestades ciclônicas severas de oito tempestades ciclônicas; em 1902, cinco tempestades ciclônicas se formaram e quatro delas se tornaram severas tempestades ciclônicas.  A temporada também produziu a energia ciclônica mais acumulada já registada nesta bacia.

## Ciclones tropicais
A lista só aparecerão tempestades ciclónicas que foram nomeadas pelo Departamento Meteorológica da Índia (IMD) e Centro Conjunto de Avisos de Tufão (JTWC) excepto os distúrbios e depressões não aparecerão nesta lista.

### Tempestade ciclônica Pabuk
A tempestade tropical Pabuk, também conhecida como tempestade ciclônica Pabuk, foi uma tempestade fraca que atingiu a Península Malaia em janeiro de 2019. Foi também a primeira tempestade de formação registada nas bacias do Oceano Pacífico Noroeste e do Oceano Índico Norte. Formada no último dia de 2018, Pabuk persistiu em 2019, abrangendo dois anos civis, e cruzou para a bacia do Oceano Índico Norte vários dias depois. O primeiro ciclone tropical e denominado tempestade das temporadas de tufão do Pacífico de 2019 e ciclone do Oceano Índico Norte, Pabuk se originou como uma perturbação tropical no Mar da China Meridional em 28 de dezembro de 2018, que se organizou em uma depressão tropical em 31 de dezembro. Um dia depois, em 1 de janeiro de 2019, o sistema se intensificou para uma tempestade tropical e foi batizado de Pabuk. Pabuk atingiu a Tailândia em 4 de janeiro, emergindo na Baía de Bengala, na bacia do norte do Oceano Índico, pouco depois. Pabuk enfraqueceu depois de entrar no Oceano Índico Norte, eventualmente degenerando em uma baixa remanescente em 7 de janeiro, antes de se dissipar no dia seguinte.

### Tempestade ciclônica muito severa Fani
A tempestade ciclónica muito severa Fani (Em bengalí: ফণী, translit. Phaṇī, significado 'capucha de uma serpente'; , designação IMD: BOB 02, designação JTWC: 01B) foi um poderoso ciclone tropical que tocou terra na Índia oriental e Bangladesh como uma tempestade ciclónica extremamente severa. A segunda tempestade nomeada, a primeira tempestade nomeada pelo Departamento Meteorológico da Índia (IMD) e a primeira tempestade ciclónica severa da temporada de ciclones no Índico Norte de 2019, originou-se numa depressão tropical que se formou cerca do oeste de Sumatra no Oceano Índico a 26 de abril de 2019. O Centro Conjunto de Avisos de Tufão (JTWC) monitorou uma perturbação tropical que se formou no Oceano Índico Norte, e o designou com o identificador 01B. Fani desviou-se lentamente para o oeste, encontrando num área propícia para o fortalecimento. O sistema intensificou-se e dois dias após ser nomeado, converteu-se no ciclone Fani, a segunda tempestade da temporada. Fani moveu-se para o norte, lutando por intensificar-se quando a moderada cisalhamento vertical do vento obstaculizou o seu progresso. Após afastar do cisalhamento do vento, Fani começou a intensificar-se rapidamente e converteu-se numa tempestade ciclónica extremamente severa a 30 de abril de 2019, a primeira tempestade ciclónica severa da temporada. Bangladesh sugeriu o nome Fani (pronunciado "Foni").

### Tempestade ciclónica muito severa Vayu
No início de junho, um forte pulso da Oscilação Madden-Julian (MJO) seguiu para o leste no Oceano Índico tropical, levando a um aumento da nebulosidade e chuvas em toda a região.  Em 9 de junho, o Departamento Meteorológico da Índia (IMD) notou o desenvolvimento de uma área de baixa pressão sobre o sudeste do Mar Arábico, ao norte das Maldivas. No início de 10 de junho, uma depressão se formou no Mar da Arábia, a noroeste das Maldivas, e o IMD deu à tempestade o identificador ARB 01 . Conforme o sistema se movia para o norte, ele gradualmente se fortaleceu, tornando-se uma depressão profunda, antes de se intensificar ainda mais na Tempestade Ciclônica Vayu naquele dia. Depois de ser atualizado pelo IMD para uma tempestade ciclônica severa em 11 de junho, e simultaneamente pelo JTWC para um ciclone tropical de categoria 1 na escala de furacão de vento de Saffir-Simpson (SSHWS), o sistema iniciou um período de rápida intensificação. Vayu se fortaleceu em uma tempestade ciclônica muito severa logo depois, e se tornou uma tempestade ciclônica muito severa equivalente a Categoria 2 em 12 de junho. Em 13 de junho, a influência de uma crista subtropical fortalecida sobre a Arábia Saudita fez com que Vayu diminuísse gradualmente a velocidade e se voltasse para o oeste, à medida que se aproximava da costa do estado de Gujarat, no noroeste da Índia.  Mais tarde naquele dia, às 06:00 UTC, Vayu atingiu seu pico de intensidade como um ciclone tropical muito severo, com ventos sustentados de três minutos de 150 km / h (90 km / h) e uma pressão mínima de 970 hPa (29 inHg) .  Em 14 de junho, Vayu começou a enfraquecer, enquanto seguia lentamente para o oeste, longe da costa de Gujarat devido ao forte cisalhamento do vento.  Em 16 de junho, uma depressão de latitude média se aproximando enfraqueceu as áreas de alta pressão centralizadas a oeste e nordeste,  que recurvou Vayu acentuadamente para nordeste.  Ao enfraquecer ainda mais para uma tempestade ciclônica, o forte fluxo de baixo nível sudoeste fez com que o sistema acelerasse para nordeste através da quebra na crista de alta pressão de bloqueio, de volta à costa de Gujarat.   Às 03:00 UTC de 17 de junho, Vayu enfraqueceu em uma depressão profunda,  antes de enfraquecer ainda mais para uma depressão seis horas depois.  Logo depois, Vayu enfraqueceu em uma baixa bem marcada, perto da costa de Gujarat.  Bem cedo em 18 de junho, os remanescentes de Vayu cruzaram a costa de Gujarat e se mudaram para o interior por mais um dia, antes de se dissiparem em 19 de junho.

### Depressão profunda BOB 03
Em 6 de agosto, uma depressão se formou no noroeste da Baía de Bengala, com o IMD dando à tempestade o identificador BOB 03 . Logo depois, o sistema se intensificou em uma depressão profunda, enquanto se aproximava da costa norte de Odisha. Em 7 de agosto, por volta das 8h00 às 9h00 UTC, a profunda depressão atingiu a costa norte de Odisha- Bengala Ocidental . No início de 11 de agosto, ele se dissipou.
Fortes chuvas atingiram grande parte de Odisha, com acumulações chegando a 382.6 mm (15.06 in) em Lanjigarh .  Inundações em todo o estado mataram três pessoas, deixaram duas desaparecidas e afetaram 130.000 outras. Um total de 2.081 casas sofreram danos e 14.332 pessoas precisavam de evacuação.

### Tempestade ciclônica muito severa Hikaa
Uma depressão se formou no Mar da Arábia e logo se intensificou em uma tempestade ciclônica e foi chamada de Hikaa . O sistema se intensificou gradualmente em uma tempestade ciclônica severa e então atingiu seu pico de intensidade como uma tempestade ciclônica muito severa com 90 velocidades de vento sustentadas de 3 min mph. O Hikaa enfraqueceu devido à intrusão de ar seco e atingiu o continente em Omã como um severo ciclone tropical. Hikaa enfraqueceu rapidamente após se mover para o interior e mais tarde se dissipou.
Uma pessoa desapareceu depois que seu barco afundou em Duqm .  Na costa de Omã, um barco transportava 11 pescadores indianos naufragou devido ao Hikaa. Em 17 de outubro, seis deles foram confirmados como mortos e os outros cinco continuaram desaparecidos.

### Depressão em Terra 01
Uma depressão se formou sobre o Golfo de Kutch e a vizinhança da costa de Gujarat perto de Kandla em 30 de setembro. Enfraqueceu em um sistema de baixa pressão bem marcado com um olho visível no satélite às 00:00 UTC em 1 de outubro.

### Ciclone Kyarr
A tempestade superciclônica Kyarr foi um ciclone tropical extremamente poderoso que se tornou a primeira super tempestade ciclônica no Oceano Índico Norte desde Gonu em 2007. Foi também o segundo ciclone tropical mais forte do Mar Arábico e um dos ciclones tropicais mais intensos da história do Oceano Índico Norte. A sétima depressão, o quinto ciclone nomeado e a primeira e única super tempestade ciclônica da temporada anual, Kyarr desenvolveu-se a partir de um sistema de baixa pressão próximo ao Equador. Em 24 de outubro o sistema conforme se movia para o leste, organizou-se e intensificou-se para uma tempestade tropical. A tempestade passou por uma rápida intensificação e atingiu o status de super tempestade ciclônica em 27 de outubro, ao virar para oeste.

### Tempestade ciclônica muito severa Maha
Uma área de baixa pressão bem marcada tornou-se uma depressão em 30 de outubro.  A depressão continuou a se fortalecer à medida que entrava em um ambiente mais favorável e se transformava em uma tempestade ciclônica em 1 de novembro. Maha continuou a se intensificar, flutuando em intensidade pelos próximos 2 dias conforme se movia ao longo da costa indiana, produzindo ondas fortes e inundações costeiras moderadas ao longo do caminho antes de se tornar uma tempestade ciclônica muito severa em 3 de novembro e, em seguida, uma tempestade ciclônica extremamente severa. no dia seguinte, enquanto se movia paralelamente à costa indiana. Maha começou a estagnar no Mar da Arábia quando atingiu o pico de intensidade devido à falta de correntes direcionais. A ressurgência começou a afetar a tempestade e voltou a se tornar uma tempestade ciclônica ao se aproximar de Gujarat . Em seguida, atingiu a costa perto de Gujarat como uma depressão e rapidamente se enfraqueceu.
Na preparação dos impactos de Maha, o alerta laranja foi emitido em quatro distritos de Querala.

### Tempestade ciclônica severa Bulbul
Em 2 de dezembro, uma depressão se formou no sudoeste do Mar da Arábia, a leste da Somália . Ela se intensificou em uma tempestade ciclônica em 4 de dezembro devido às condições favoráveis na área circundante, ganhando o nome de Pawan .  O sistema continuou para o norte, ganhando um pouco mais de força, e então virou para oeste no dia seguinte,  Pawan lutou para manter sua estrutura devido a uma grande quantidade de vento cortante, mas continuou a se mover para oeste em direção à Somália . Este vento fez com que a convecção de Pawan se dissipasse brevemente, mas logo se regenerou. Pawan finalmente atingiu a região de Puntland na Somália, ao sul de Eyl, no final de 6 de dezembro, trazendo fortes chuvas e deslizamentos de terra para as áreas vizinhas. Em seguida, degenerou em uma área de baixa pressão bem marcada no interior em 7 de dezembro.
Pawan matou seis pessoas na Somália.  O acúmulo de chuvas trazido por Pawan chegou a até 7 centímetros na Somália, uma quantidade incomum de chuva em dezembro, resultando em enchentes na região. Dois veículos foram varridos pela chuva torrencial gerada pela tempestade em Bosaso, enquanto dois barcos viraram na costa de Eyl devido às ondas fortes .   Pawan foi o primeiro ciclone tropical a atingir a costa da Somália desde o ciclone Sagar em 2018.

### Depressão profunda ARB 06
Em 3 de dezembro, uma depressão se formou sobre o centro-leste do Mar da Arábia, com o IMD marcando-a como Depressão ARB 06. Ele gradualmente se fortaleceu em uma profunda depressão logo depois. As previsões iniciais esperavam que o sistema se intensificasse em uma tempestade ciclônica, no entanto, uma grande quantidade de cisalhamento do vento fez com que ele enfraquecesse substancialmente, e enfraqueceu em uma área de baixa pressão em 5 de dezembro, a oeste da costa indiana.
As fortes chuvas associadas à depressão causaram inundações extensas em Tamil Nadu.  A acúmulação de vinte e quatro horas ultrapassou 150 mm (5.9 in) em muitas áreas, incluindo 190 mm (7.5 in) em Sathankulam .  As autoridades emitiram avisos de chuvas extremas para seis distritos e mais de 21.500 voluntários treinados foram colocados em espera. O rio Paravanar atingiu o topo de suas margens, inundando cerca de 10.000 casas.  Um total de 1.305 cabanas e 465 casas foram destruídas em Tamil Nadu.  Durante a noite de 2 de dezembro, três casas desabaram em Mettupalayam matando 17 ocupantes. Oito outras pessoas morreram em incidentes relacionados à chuva.

### Depressão profunda ARB 08
Em 6 de dezembro, o JTWC começou a monitorar uma área de baixa pressão perto da recém-formada Tempestade Ciclônica Pawan. Dois dias depois, em 8 de dezembro, a baixa ganhou mais convecção e circulação definida ao se deslocar para oeste, com o IMD classificando o sistema como Depressão ARB 08. O sistema posteriormente se intensificou em uma profunda depressão durante as primeiras horas de 9 de dezembro. Em 10 de dezembro, o sistema degenerou em uma baixa bem marcada na costa da Somália.

## Nome dos ciclones tropicais
Nesta bacia, atribui-se-lhe um nome a um ciclone tropical, quando tenha atingido a intensidade da tempestade ciclónica, com ventos maiores a 65 km/h (40 mph). Os nomes foram seleccionados pelos membros do grupo de ESCAP/OMM sobre ciclones tropicais entre 2000 e maio de 2004, antes de que o Centro Meteorológico Regional Especializado em Nova Deli começasse a atribuir nomes em setembro de 2004. Não há retiro de nomes de ciclones tropicais nesta bacia já que a lista só está prevista para ser utilizada uma vez e posteriormente se elabore uma nova lista. Se um ciclone tropical designado ingressa à bacia desde o Pacífico ocidental, conservará o seu nome original. Os seguintes seis nomes disponíveis mostram-se a seguir:
| - Fani - Vayu | - Hikaa - Kyarr | - Maha - Bulbul | - Pawan |

Pabuk entrou na bacia desde o Golfo da Tailândia como uma tempestade ciclónica; o seu nome foi atribuído pela Agência Meteorológica do Japão.

## Efeitos sazonais
Esta é uma tabela de todas as tempestades na temporada de ciclones do Norte do Oceano Índico de 2019. Ele menciona todas as tempestades da temporada e seus nomes, duração, intensidades de pico (de acordo com a escala de tempestades do IMD), danos e totais de mortes. Os totais de danos e mortes incluem os danos e mortes causados quando aquela tempestade era uma onda precursora ou baixa extratropical, e todos os números de danos são em 2019 USD.
| Nome                | Datas ativo             | Classificação máxima                     | Velocidade de vento sustentados | Pressão               | Áreas afetadas                                                        | Danos (USD)      | Fatalidades | Refs                               |
| ------------------- | ----------------------- | ---------------------------------------- | ------------------------------- | --------------------- | --------------------------------------------------------------------- | ---------------- | ----------- | ---------------------------------- |
| Pabuk               | Janeiro 4 – 7           | Tempestade ciclônica                     | 85 km/h (50 mph)                | 998 hPa (29.47 inHg)  | Tailândia, Mianmar, Ilhas Andaman                                     | Nenhum           | Nenhum      |                                    |
| Fani                | Abril 26 – Maio 4       | Tempestade ciclônica extramamente severa | 215 km/h (130 mph)              | 932 hPa (27.52 inHg)  | Sumatra, Ilhas Nicobar, Sri Lanka, Índia Ocidental, Bangladesh, Butão | $8 100 000 000   | 89          | [ 43 ] [ 44 ] [ 45 ] [ 46 ] [ 47 ] |
| Vayu                | Junho 10 – 17           | Tempestade ciclônica muito severa        | 150 km/h (90 mph)               | 970 hPa (28.64 inHg)  | Northern Maldivas, Índia, Sul Paquistão, Leste de Omã                 | $140 000         | 8           | [ 48 ] [ 49 ] [ 50 ]               |
| BOB 03              | Agosto 6 – 11           | Drepressão profunda                      | 55 km/h (35 mph)                | 988 hPa (29.18 inHg)  | Leste da Índia, Bangladesh                                            | Unknown          | 3           | [ 20 ]                             |
| Hikaa               | Setembro 22 – 25        | Tempestade ciclônica muito severa        | 140 km/h (85 mph)               | 972 hPa (28.70 inHg)  | Leste da Índia, Omã, Arábia Saudita, Iémen                            | Desconhecido     | 5           | [ 22 ]                             |
| LAND 01             | Setembro 30 – outubro 1 | Depressão                                | 45 km/h (30 mph)                | 1004 hPa (29.65 inHg) | Índia Ocidental                                                       | Nenhum           | Nenhum      |                                    |
| Kyarr               | Outubro 24 – novembro 1 | Super tempestade ciclônica               | 240 km/h (150 mph)              | 922 hPa (27.02 inHg)  | Índia Ocidental, Omã, Yemen, Somália                                  | Minor            | Nenhum      |                                    |
| Maha                | Outubro 30 – novembro 7 | Tempestade ciclônica extramamente severa | 185 km/h (115 mph)              | 956 hPa (28.23 inHg)  | Sri Lanka, Sul da Índia, Maldives, Índia Ocidental, Omã               | Minor            | Nenhum      |                                    |
| Bulbul              | Novembro 6 – 11         | Tempestade ciclônica muito severa        | 140 km/h (85 mph)               | 976 hPa (28.8 inHg)   | Mianmar, Ilhas Andaman e Nicobar, Leste da Índia, Bangladesh          | $3 370 000 000   | 41          | [ 51 ] [ 52 ] [ 53 ] [ 54 ]        |
| Pawan               | Dezembro 2 – 7          | Tempestade ciclônica                     | 75 km/h (45 mph)                | 998 hPa (29.47 inHg)  | Somalia                                                               | Unknown          | 6           | [ 36 ]                             |
| ARB 06              | Dezembro 3 – 5          | Drepessão profunda                       | 55 km/h (35 mph)                | 1002 hPa (29.53 inHg) | Tamil Nadu                                                            | Unknown          | 25          | [ 42 ]                             |
| ARB 08              | Dezembro 8 – 10         | Depressão profunda                       | 55 km/h (35 mph)                | 1004 hPa (29.53 inHg) | Socotra, Somália                                                      | Nenhum           | Nenhum      |                                    |
| Totais da temporada |                         |                                          |                                 |                       |                                                                       |                  |             |                                    |
|                     |                         |                                          | 240 km/h (150 mph)              | 922 hPa (27.02 inHg)  |                                                                       | ≥$11 480 140 000 | 177         |                                    |